# Вівся (Кам'янець-Подільський район)
Ві́вся — село в Україні, у Закупненській селищній громаді Кам'янець-Подільського району Хмельницької області.

## Назва
За місцевою легендою, першими жителями села були Вувсь і Верхола, від прізвища першого і походить назва села.

## Географія
Село Вівся розташоване у горбистій місцевості на півночі району. Через село проходить автошлях Р48 Кам'янець-Подільський — Сатанів, а також зі заходу на схід, протікає невеличка річка Самець.

### Клімат
Клімат помірно-континентальний, м'яка зима і тепле вологе літо.

## Історія села Вівся

### Давня історія
Вперше про село Вівся згадується в 1493.  року. Село  належало  Свірчам. З 1578 року по 1620 рік село належало магнату Мартину Калиновському, а потім князеві Потоцькому. 
Впродовж десятиліть село зазнавало спустошливих набігів татар і турків, що тривали з 1495 року аж по 1724  роки.
Як і на більшій частині території України, селяни Вівсі до 1861 року перебували у кріпацтві.. Сільській громаді належало 432 десятини, тоді як поміщик Базюк володів 700 десятинами землі та 40 десятинами лісу. 
Під час революційних подій 1905 року у селі спалахнуло повстання.

### Перша світова війна. Українська революція

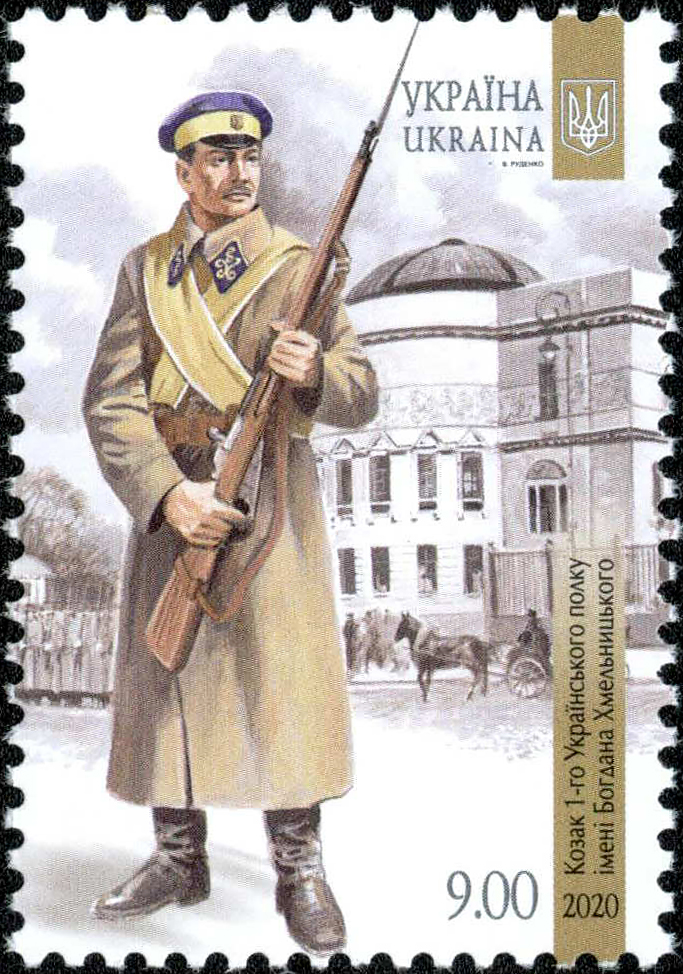
Козак 1-го Українського полку імені Богдана Хмельницького УНР

У 1914 році розпочалась Перша світова війна. Майже усі чоловіки села вирушили на фронт, отже робочих рук не вистачало і господарства занепали. Коли у селі стало відомо про Жовтневий переворот, жителі рушили до панських маєтків. Панську худобу розібрали, а землю поділили між членами сільської громади. Невдовзі на Вівсю поширилась влада УНР та Української Держави Павла Скоропадського.
У 1919—1920 рр. в селі неодноразово змінювалась влада. В 1919 році знову встановлюється влада більшовиків, а вже у 1920 році у село ввійшли поляки. Лише у 1920 році у селі остаточно закріплюється влада більшовиків, створюються партійний і комсомольський осередки.
Внаслідок поразки Визвольних змагань на початку XX століття, село надовго окуповане російсько-більшовицькими загарбниками.

### Радянська окупація. Друга світова війна

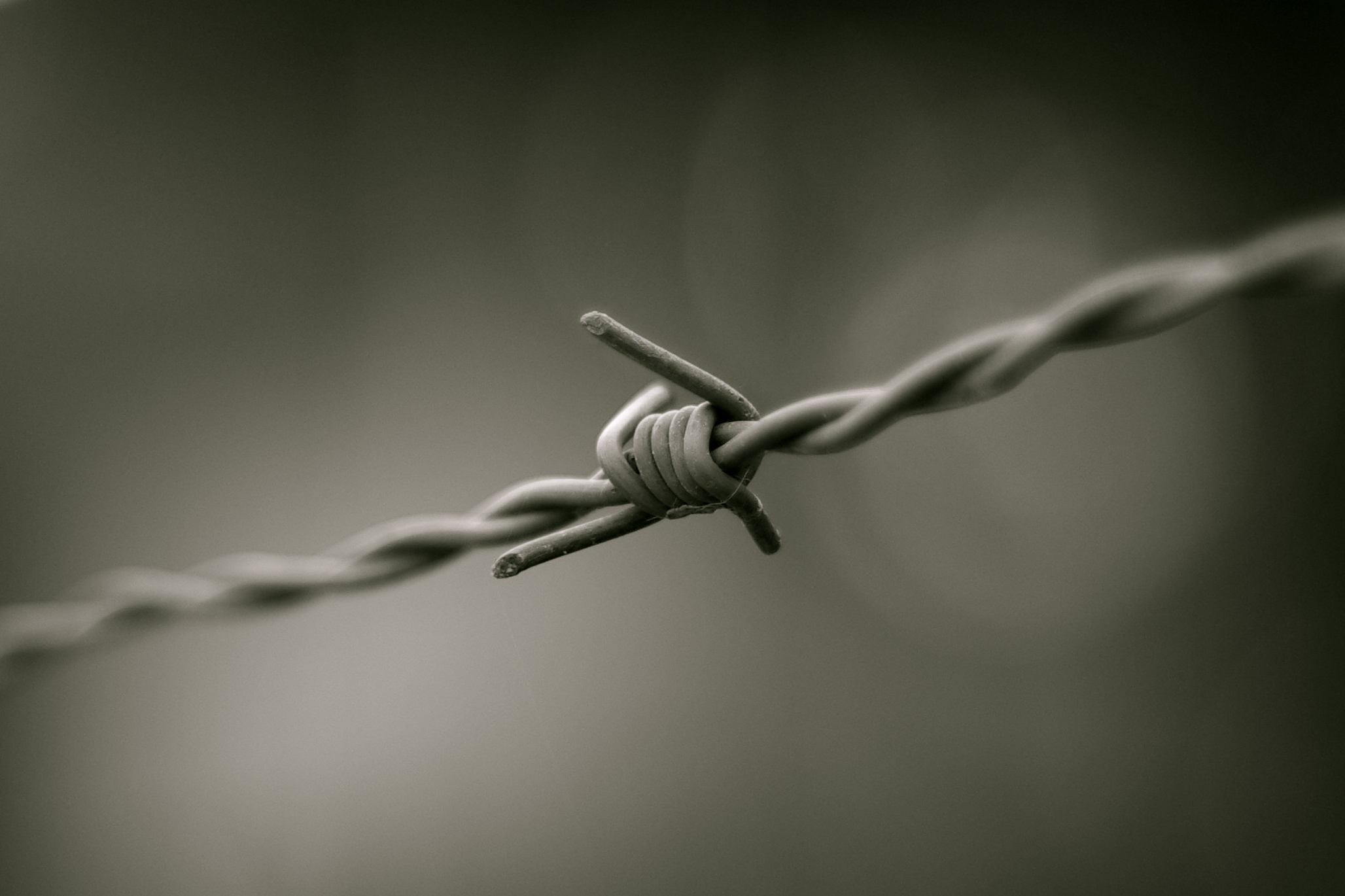
[http://www.reabit.org.ua/nbr/?st=3®ion=&ss=Рудківці&logic=or&f1_type=begins&f1_str=&f2_type=begins&f2_str=&f3_type=begins&f3_str=&f4_from=&f4_till=&f7%5B%5D=all&f14%5B%5D=all#list Національний банк репресованих

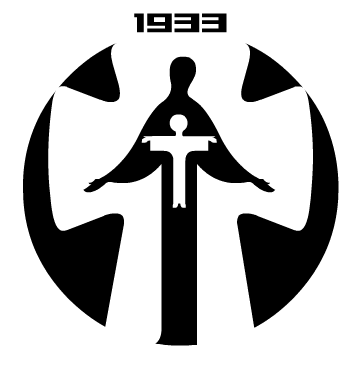
[https://victimsholodomor.org.ua/khmelnytsky/easytable/25-peoples-new.html?start=300 Список жертв Голодомору, Хмельницька область

З встановленням влади більшовиків, створюється початкова школа, що мала 4 класи; школа працювала у дві зміни по два класи комплекти. Існувала вона до 1933 року, а з 1933 по 1960 рік працювала семирічна школа. У 1928 році відкрито сільський клуб, а при ньому кімнату-читальню.
У 1932 році в селі почався голод. Урожай, що збирався на колективних ланах, повністю вивозився. Кожен двір повинен був здати на потреби держави певну кількість сільськогосподарських продуктів. У 1935—1937  рр. по всій державі прокочується хвиля масових репресій. Не обминула вона і село Вівся. Тут існував спеціальний загін, який у селі прозвали «сищиками». Люди цього загону слугували партійній верхівці, виявляли настрої селян, і іноді лжесвідчили на них за хабарі. Так із подання було заарештовано вчителя математики І. Жапчука. Його звинувачували у підпалі школи, якого він не скоював.
В серпні 1941 року, з настанням німецько-радянської війни, територія села Вівся була окупована. В селі була створена підпільна організація. Це сталося влітку 1942 року, коли в Іванковецьких лісах з'явилися партизани Сидора Ковпака. Підпільна група займалася розповсюдженням листівок. Влітку 1943 року підпільники влилися в партизанський загін і розпочали відкриту збройну боротьбу. У 1943 році, на хуторі Лісогірка, відбувся бій між партизанами і німцями. Сили були нерівними. Німці переважали чисельно, крім того, на їхньому боці були літаки. В бою загинули лейтенанти Червоної армії Боднар, Олжитаєв, які залишились прикривати відступаючий загін.
В березні 1944 року, коли нацисти відступали, відбулася битва на південній околиці села. Німці напали раптово, відбувся ще один нерівний бій, у якому нацисти танками і гарматами червоноармійців, частина відступила, а 18 бійців, що загинули, понині лежать у братській могилі. В кінці березня село окупували червоноармійці. Війна завдала великих втрат і селу, і колгоспу. Було зруйновано чимало селянських осель, а колгоспні будівлі були зруйновані майже всі, крім кількох будинків. Навесні 1944 року розпочалась відбудова зруйнованого господарства. Наново будуються колгоспні комори, ферма, майстерні, а також селянські хати. У сім'ях де з війни не повернулися господарі, а з житлом було вкрай погано, будували громадою, допомагав і колгосп: робочими руками, матеріалами.

### Незалежній Україні
З 1991 року в складі незалежної України.
12 червня 2020 року шляхом об'єднання сільських рад, село увійшло до складу Закупненської селищної громади. Об'єднання в громаду має створити умови для формування ефективної і відповідальної місцевої влади, яка зможе забезпечити комфортне та безпечне середовище для проживання людей.
17 липня 2020 року, в результаті адміністративно-територіальної реформи та ліквідації Чемеровецького району, село увійшло до складу Кам'янець-Подільського району.

## Населення
Населення становить 860 осіб на 2001 рік.

### Мова
У селі поширені західноподільська говірка та південноподільська говірка, що відносяться до подільського говору, який належить до південно-західного наріччя.
Розподіл населення за рідною мовою за даними перепису 2001 року:
| Мова                | Відсоток |
| ------------------- | -------- |
| українська          | 99,42%   |
| російська           | 0,47%    |
| інші/не визначилися | 0,11%    |

## Природоохоронні території
Село лежить у межах національного природного парку «Подільські Товтри».

## Світлини

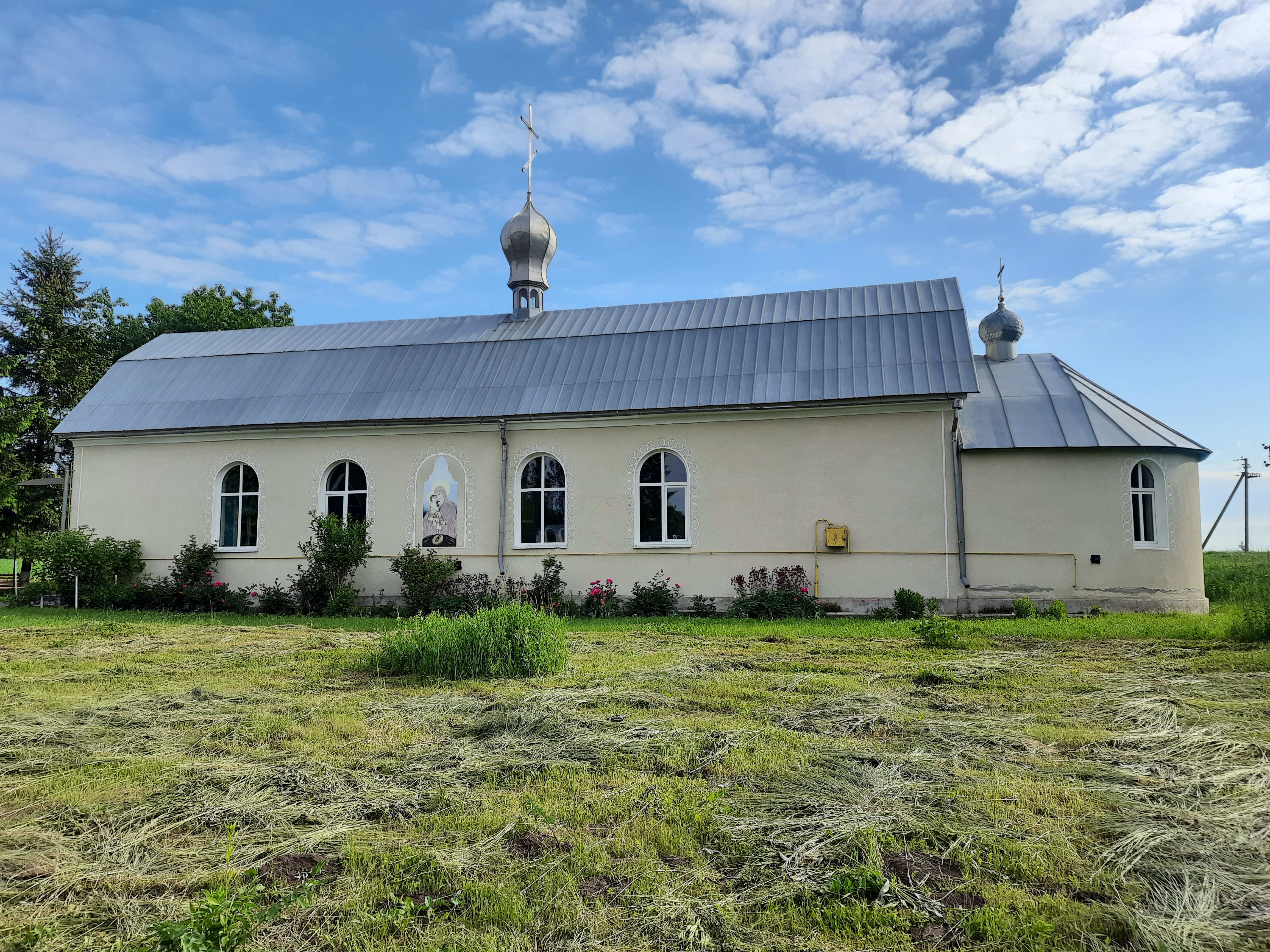
Церква Рівноапостольного Князя Володимира
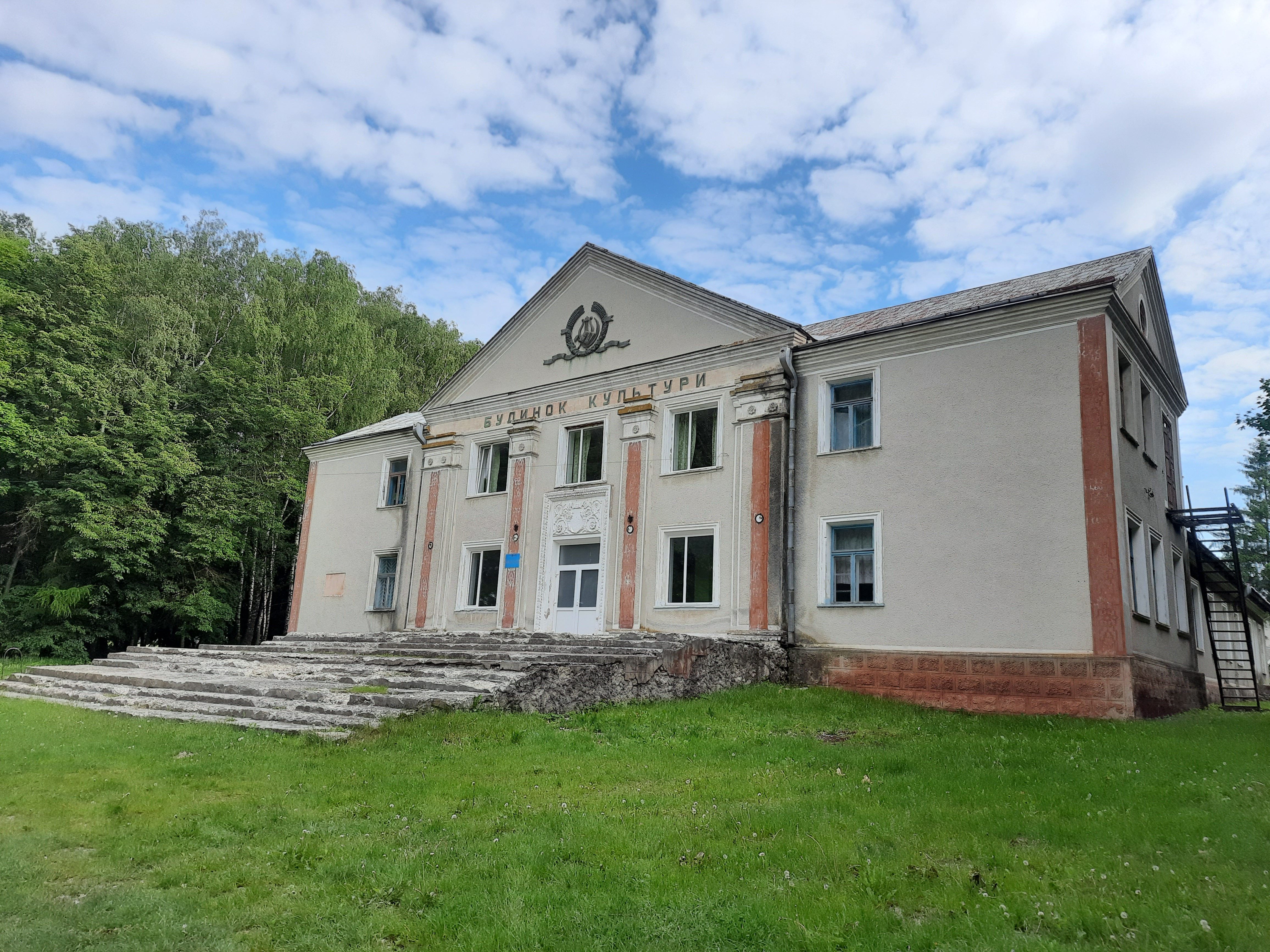
Будинок культури
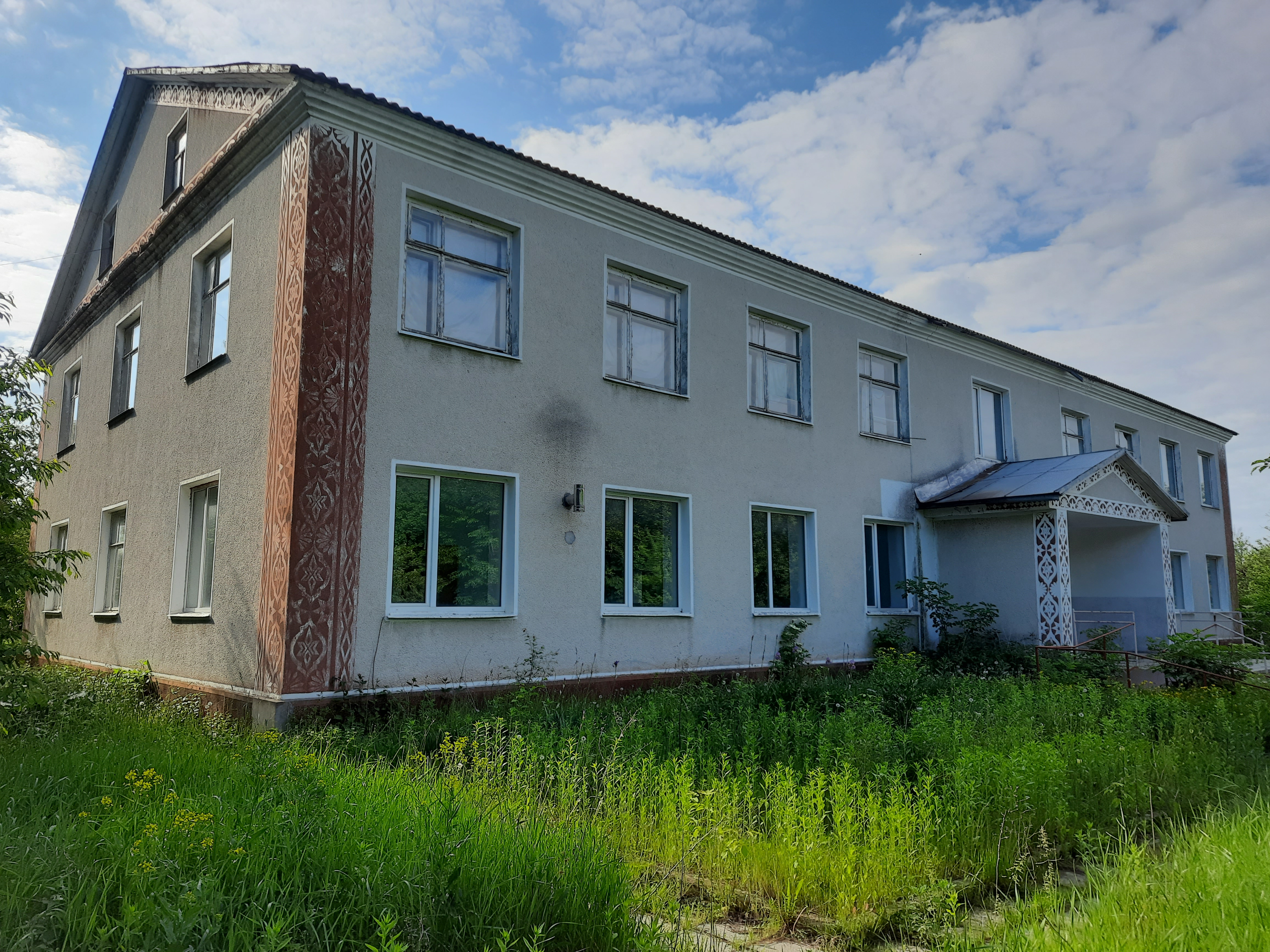
Школа
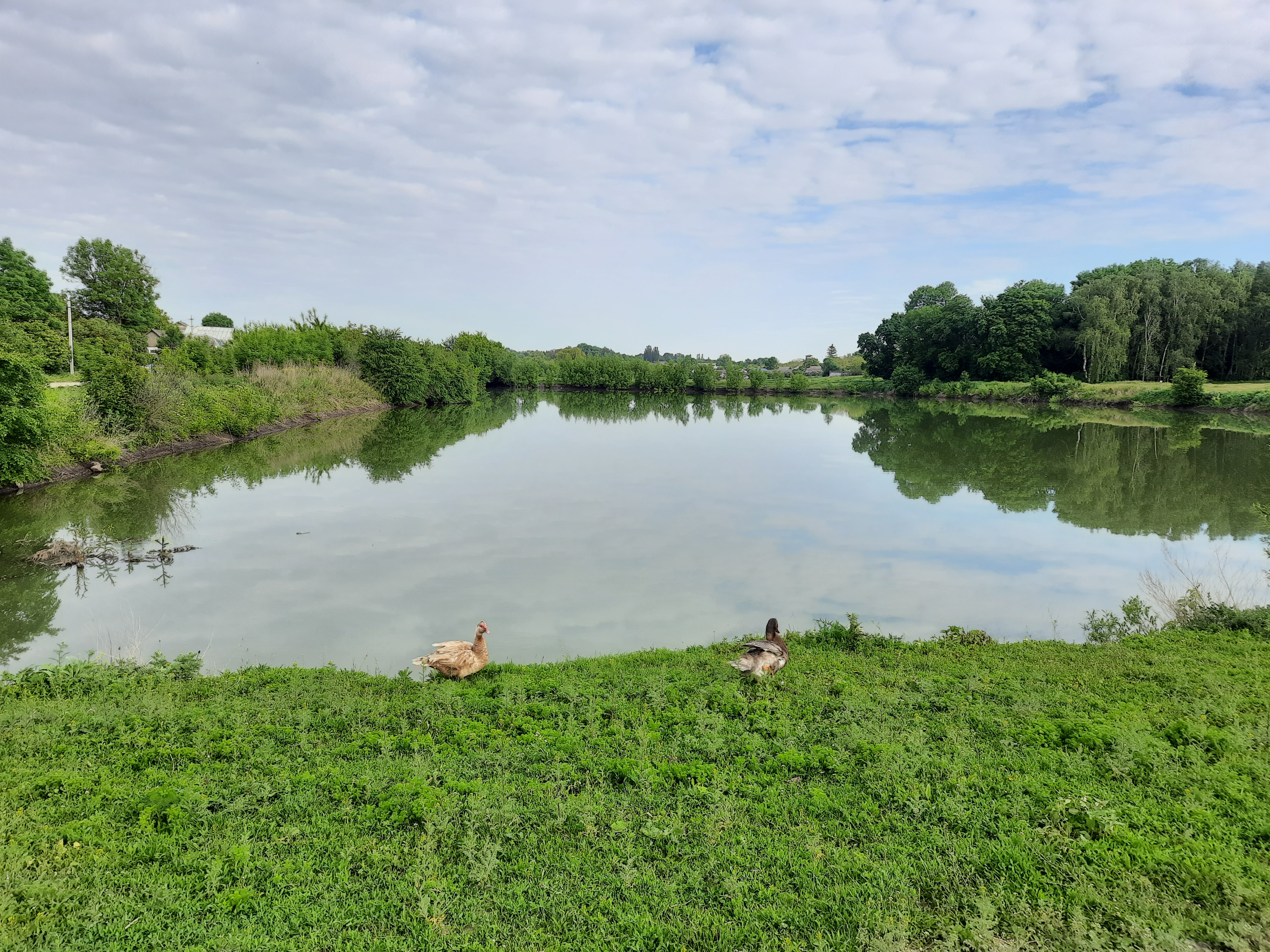
Ставок на річці Самець